# Camp Three (Montana)
Camp Three é uma Região censo-designada localizada no estado americano de Montana, no Condado de Musselshell.

## Demografia
Segundo o censo americano de 2000, a sua população era de 138 habitantes.

## Geografia
De acordo com o United States Census Bureau tem uma área de
11,4 km², dos quais 11,4 km² cobertos por terra e 0,0 km² cobertos por água.

## Localidades na vizinhança
O diagrama seguinte representa as localidades num raio de 48 km ao redor de Camp Three.